# Вчера в грустном расставании
«Вчера в грустном расставании» (яп. 昨日、悲別で Кино, Канасибэцу дэ) — 13 серийная дорама, которая транслировалась с 9 марта 1984 года японской телевизионной сетью «Nippon Television». Сценаристом выступил Курамото Со. В главных ролях сыграли: Рё Амамия, Исида Эри, Каори Мурата, Хироси Фусэ, Кэндзиро Насимото.

## Сюжет
История, рассказывает об отношениях между молодыми людьми, которые приехали в Токио за своей мечтой, и молодыми людьми, которые остаются работать в своих родных городах. История разворачивается в Токио и на Хоккайдо в вымышленном посёлке Канасибецу (прототипом выступил посёлок Камисунагава) Это дебютная роль актрисы Рё Амамия.

## В ролях
- Рё Амамия[яп.] — Рюити Накагомэ
- Исида Эри[англ.] — Юкари Онума
- Каори Мурата[яп.] — Юми Сакагути
- Хироси Фусэ[яп.] — Кадзуми Сасаки
- Кэндзиро Насимото[яп.] — Нобуо Футакути
- Мидори Сацуки[яп.] — Харуко Накагомэ
- Хидэдзи Отаки[англ.] — Мотоёси Суёси
- Сайто Кэко[англ.] — Юко Накагомэ
- Тиаки Минору[англ.] — Синкити Футакути
- Аканэ Муромати[яп.] — Уодзу Соко
- Косукэ Тоёхара[англ.] — Косака Косукэ
- Масааки Сирэй[яп.] — Кодзи Карасава
- Рицуко Кадзами[яп.] — Рёко Утияма
- Рё Киномото[яп.] — Учитель Мукай
- Юки Мацумура[англ.] — Мацуй
- Хаясия Сёдзо IX[англ.] — Тамура
- Мэйка Сэри[яп.] — Мацубара Лили

## Рейтинг аудитории в регионеКанто
| Серия | Зрители |
| ----- | ------- |
| 1     | 8.9%    |
| 2     | 9.6%    |
| 3     | 9.3%    |
| 4     | 12.0%   |
| 5     | 8.3%    |
| 6     | 8.9%    |
| 7     | 11.1%   |
| 8     | 9.5%    |
| 9     | 9.4%    |
| 10    | 10.7%   |
| 11    | 10.7%   |
| 12    | 9.2%    |
| 13    | 10.8%   |